# Lérez
Cet article concerne un cours d'eau. Pour la paroisse civile de Pontevedra, voir Lérez (Pontevedra).
Le Lérez est un cours d'eau espagnol d'une longueur de 62 km qui coule dans la communauté autonome de Galice dans la province de Pontevedra.

## Parcours
Le fleuve Lérez prend sa source dans la sierra Candán, au pied du Mont Saint Benoît, et se jette dans la ville de Pontevedra, formant l'estuaire de cette capitale.
Il prend sa source au lieu-dit d'Aciveiro, dans la commune de Forcarei. Il coule tout près du monastère d'Aciveiro et traverse les communes de Cerdedo-Cotobade, Campo Lameiro et Pontevedra, où il traverse la ville avant de se jeter dans la Ria de Pontevedra.
Le Lérez est traversé dans la ville par sept ponts: Pont de la Parole, Os Tirantes, Santiago, O Burgo, As Correntes, A Barca et le Pont de la Ria.

## Description
Dans ses 17 derniers kilomètres, le fleuve n'a pratiquement pas de pente. L'étiage du Lérez, le moment où il charrie le moins d'eau, se produit en septembre. En raison d'une tempête, les eaux du Lérez ont atteint leur niveau le plus élevé à Pontevedra en 2001 après 150 ans.
Ses affluents sont le ruisseau Ponte Freixeiro et les rivières Castro, Seixo, Barbeira, Porto das Cubas, Quireza, Grande, Cabaleiro, Gargallán, Calvos, Maneses, Tenorio et Almofrei.
C'est dans le Lérez que vit le saumon Atlantique. En ce qui concerne les sports, les plus importants sont la pêche et le canoë-kayak  dans ses eaux dans la ville de Pontevedra.
Quant aux paysages et espaces naturels les plus remarquables sont la Chênaie de Saint-Juste à Cotobade et les Salons du Lérez tout près de Monte Porreiro.
À Pontevedra il y a une plage fluviale en face de l'île des Sculptures. C'est là qu'on fête le 11 juillet la Romería de Saint-Benoît de Lérez.

## Curiosités
Des groupes de dauphins ont été vus à Pontevedra dans le Lérez, au cœur de la ville, devant le marché.

## Galerie d'images
|                             |
| Rives du Lérez à Pontevedra |

|          |
| Le Lérez |

|          |
| Le Lérez |

|                                 |
| Le Lérez près de Monte Porreiro |

|          |
| Le Lérez |

|                          |
| Canöe-Kayak à Pontevedra |

|                                |
| Pont des Tirantes à Pontevedra |

|                  |
| Pont de Santiago |

|               |
| Pont du Bourg |

|                   |
| Pont des Courants |

|                   |
| Pont de la Barque |

### Autres articles
- Île des Sculptures
- Romería de Saint-Benoît de Lérez
- Pont des Tirantes
- Pont du Bourg
- Pont des Courants
- Pont de la Barque